# Cape Cairo
Cape Cairo är en udde i Kanada.   Den ligger i territoriet Nunavut, i den norra delen av landet, 3 900 km nordväst om huvudstaden Ottawa.
Terrängen inåt land är platt. Havet är nära Cape Cairo åt nordost. Trakten runt Cape Cairo är nära nog obefolkad, med mindre än två invånare per kvadratkilometer.. Det finns inga samhällen i närheten.
Trakten runt Cape Cairo består i huvudsak av gräsmarker.